# Canone della Terra di Mezzo
Nell'ambito dei lavori di narrativa di Tolkien, il termine canone indica quei testi specifici, quelle versioni e quei dettagli in cui il mondo secondario della Terra di Mezzo è ritenuto coerente da parte degli appassionati. Di conseguenza, il canone della Terra di Mezzo è una versione coerente di fatti ricavati da porzioni sparse dei testi di Tolkien. Altri lettori, critici verso il canone, controbattono che ciò esclude dei fatti e anche delle intere storie sempre scritte da Tolkien, ma i difensori del canone sottolineano che questi elementi rimangono comunque come parti preziose del lavoro di Tolkien, anche se non coerenti con l'insieme. Partendo dal presupposto che Tolkien era impegnato nella creazione di un'opera mitopoietica, la consistenza interna potrebbe non essere un obiettivo desiderato.

## Come nasce la questione della canonicità della Terra di Mezzo
La questione nasce spontaneamente, per il lettore medio, a fronte delle complessità e delle incoerenze che esistono fra le versioni pubblicate delle storie della Terra di Mezzo (per esempio Lo Hobbit e Il Signore degli Anelli). La questione si complica ulteriormente, facendosi anche più interessante, quando il lettore approfondisce il ciclo più grande, comprendendo Il Silmarillion e la mole di testi da cui deriva.

### Il punto di vista di Tolkien
Per il modo in cui fu creato, il mondo secondario della Terra di Mezzo è complicato. Il creatore sviluppò i vari elementi della sua mitologia fittizia nel corso dei decenni,
elaborando cambiamenti sostanziali, abbandonando lo sviluppo di temi, di fatti importanti e di intere storie, riscrivendo in blocco e revisionando narrazioni che in un primo momento erano state ritenute complete. Tolkien sapeva che, nel caso in cui il nucleo del suo ciclo fosse stato pubblicato, gli editori e i lettori della narrativa fantasy tradizionale si sarebbero aspettati una ultimazione e una sistematizzazione della mitologia completamente unificata, dove incongruenze e contraddizioni fossero rimosse. Perciò, in un secondo momento, Tolkien iniziò a tirare le fila dell'opera. Ma Tolkien era noto, secondo T.A. Shippey per essere un procrastinatore quando si trattava di ultimare qualcosa, forse a causa di una pigrizia "calcolata" per prolungare il gioco della creazione, o per preservare la non chiara thing-on-the-horizon ("cosa all'orizzonte") che riteneva così cara. Comunque stiano le cose, appare praticamente certo che proprio il Tolkien maturo lasciò intenzionalmente alcune lacune nelle sue opere. In due sue lettere fornisce spiegazioni ed esempi a proposito:
(J.R.R. Tolkien, La realtà in trasparenza, lettera 247)
(J.R.R. Tolkien, La realtà in trasparenza)
Inoltre Tolkien, nell'ultimo periodo della sua vita, smise di basare i suoi scritti sulla pura narrazione ispirata dai suoi studi filologici per incentrarli su questioni più filosofiche. Questo comportò un notevole cambiamento nel tono e nel contenuto, e una nuova serie di rotture fra i vecchi e i nuovi lavori, nonostante Tolkien avvertisse l'urgenza di appianare le discrepanze. Quindi, per quanto riguarda i "fatti interni" dell'universo tolkieniano (storici, dei personaggi, tematici ecc.), questo processo abbastanza organico, esacerbato dalla personalità di Tolkien e dalle sue inclinazioni letterarie, provocò differenze radicate, contraddizioni e incongruenze non solo tra le singole parti coese del ciclo, ma talvolta all'interno di una stessa parte. Tolkien semplicemente non produsse mai una mitologia unificata, sistematica e totalmente coerente. Anche i materiali pubblicati durante la vita dell'autore raggiunsero raramente uno stato soddisfacente di completezza e coerenza (per quanto Tolkien se ne preoccupasse). Lo Hobbit, Il Signore degli Anelli, Le avventure di Tom Bombadil e The Road Goes Ever On furono tutti pubblicati mentre Tolkien era vivo, e Lo Hobbit fu riveduto due volte e Il Signore degli Anelli una, entrambi a causa di incongruenze.

### Lo Hobbit
Tolkien inizialmente non concepì o scrisse Lo Hobbit come parte dell'universo immaginario della Terra di Mezzo ritratto nel Silmarillion (quest'ultimo basato su dei racconti iniziati nel 1916). Piuttosto, con Lo Hobbit, Tolkien stava semplicemente popolando un paesaggio immaginario con personaggi e ambientazioni già "pronte all'uso" per una storia d'avventura per bambini. Per il proprio divertimento e utilità, Tolkien prese in prestito diversi riferimenti alla sua mitologia del Silmarillion, non ancora pubblicata, per dare alla nuova storia un senso di profondità; un passato interno, riempito con miti misteriosi e leggende (come notato prima, queste furono la natura e la preferenza di Tolkien). Quindi Gandalf e Thorin Scudodiquercia brandiscono spade provenienti da Gondolin, ed Elrond (signore di Gran Burrone) è detto Mezzelfo. Per come Lo Hobbit fu inizialmente pensato, la menzione di questi dettagli con "citazioni esterne" ne era la fine (o così credette Tolkien).
Queste citazioni casuali alla Terra di Mezzo erano, nella loro concezione originale, per l'appunto, puramente casuali. Ma, dopo il successo de Lo Hobbit, Tolkien sviluppò, su invito del suo editore, un seguito che fin dall'inizio fu inteso come un episodio (l'ultimo episodio, eventualmente) del ciclo esposto nel Silmarillion. Questo cambiamento drammatico nelle relazioni fra gli Hobbit (della famiglia Baggins) e la Terra di Mezzo (dei Valar degli Eldar e degli Edain) significava che Lo Hobbit, per come era stato pubblicato, conteneva gravi incongruenze rispetto alla "verità" o "coerenza" dei dettagli appartenenti al mondo secondario auto-contenuto della Terra di Mezzo. Essendo Il Signore degli Anelli il seguito a pieno titolo sia de Lo Hobbit sia del Silmarillion, Tolkien si ritrovò a dover rendere compatibili i fatti e lo sfondo storico de Lo Hobbit con quelli del Silmarillion. Il risultato fu la produzione di edizioni successive de Lo Hobbit che rettificarono molte incongruenze (ma non tutte). Tra le incongruenze sopravvissute nelle edizioni più tarde, il lettore attento può notare che Bilbo e i Nani fecero un viaggio troppo lungo per raggiungere Gran Burrone rispetto alla distanza indicata dalla mappa de Il Signore degli Anelli: questa incongruenza non può essere spiegata con facilità, e forse non può essere spiegata in alcun modo. Ci sono anche altri problemi, come il luogo esatto dell'incontro con i Troll, e così via.
Non c'è neppure coerenza generale tra tutte queste opere (vedi sotto), nonostante un buon accordo fra le fonti si possa trovare grazie alle seconde edizioni de Lo Hobbit (1950) de Il Signore degli Anelli (1965), de Le avventure di Tom Bombadil e The Road Goes Ever On. Molto tempo dopo, nella edizione del 2004 de Il Signore degli Anelli, Christopher Tolkien, Wayne G. Hammond e Christina Scull hanno supervisionato con cura una standardizzazione completa della nomenclatura e corretto tacitamente diversi errori che erano nel testo. Questi cambiamenti sono documentati nel libro di Hammond e Scull, The Lord of the Rings: A Reader's Companion, pubblicato nel 2005.

### Il Silmarillion
La morte dell'autore nel 1973, l'assenza di un'opera ultimata e risolutiva e la conseguente pubblicazione postuma de Il Silmarillion crearono un vuoto che la tipica definizione letteraria di "canone" non poteva riempire: non può esistere alcuna versione finale, protetta dal diritto di copia, approvata dall'autore e priva di contraddizioni dell'intero ciclo. Semplicemente non fu mai finita prima della morte dell'autore.
Pubblicato nel 1977, quattro anni dopo la morte di Tolkien, Il Silmarillion rappresenta un riassunto di un ciclo, un compendio dei racconti più vecchi della Terra di Mezzo che ottenne la propria forma finale solo grazie alla cura editoriale di Christopher Tolkien, che si cimentò nell'organizzazione e nella pubblicazione del più grande progetto di suo padre. Egli compilò per approssimazione quello che avrebbe potuto produrre suo padre: comunque avvisando i lettori di non aspettarsi coerenza tra il lavoro postumo e quello che era già stato pubblicato. Attraverso i suoi commenti critici nei dodici volumi di The History of Middle-earth, Christopher ha evidenziato le molte discrepanze tra le sue selezioni e alterazioni editoriali apportate ne Il Silmarillion e ciò che in un secondo tempo ha affermato essere l'intenzione vera di suo padre. È risaputo che anche parti significative dei capitoli de Il Silmarillion che riguardano la rovina del Doriath e la caduta di Gondolin (soprattutto il primo) furono scritte da Christopher Tolkien e Guy Gavriel Kay; quindi non c'è certezza che i capitoli pubblicati rappresentino le idee di J. R. R. Tolkien su come queste storie dovessero essere trattate.  Tolkien infatti non revisionò mai significativamente l'ultimo terzo del Quenta Silmarillion, che rimase quindi allo stato in cui fu lasciato nei primi racconti della sua giovinezza.

### Sospensione dell'incredulità
Nonostante l'aspetto "proprio-come-un-vero-ciclo-mitologico" che la professione di Tolkien, le sue abitudini, i suoi progetti e la sua morte assegnarono ai suoi lavori, per alcuni lettori il peso delle incoerenze limita la "sospensione dell'incredulità". Questa sospensione della realtà ordinaria è necessaria per quelli che vogliono intraprendere una lettura in modo autentico, come un buon spettatore, quando una recita o un film (o poema o salmo o proverbio) rappresentano chiaramente una finzione narrativa (sia realistica che di fantasia), che viene introdotto in essa per partecipare all'esperienza artistica e educativa. Senza la sospensione dell'incredulità, non ci potrebbe essere realismo nei film, nelle recite, nei romanzi. Senza questo senso di "realtà secondaria" il lettore non potrebbe immedesimarsi nei personaggi, affascinarsi per la trama, o "sentire" il racconto in qualunque modo. I veri appassionati di un certo genere letterario immergono sé stessi in questo mondo secondario: questa immersione li gratifica enormemente, perché è l'unico modo di provare la maestosità del mito; quindi, per molti lettori è fondamentale che venga stabilita una coerenza interna nel mondo secondario di Tolkien. Inoltre gli appassionati possono arrivare a guerreggiare tra di loro per risolvere i dettagli contraddittori dei fatti del mondo secondario: tali dispute hanno fatto anche notizia (nel mondo primario); così che molti appassionati di Tolkien e non solo vennero a conoscenza dell'infame conflitto delle "Ali dei Balrog" che ebbe luogo su internet.
Un procrastinatore intenzionale deceduto, dei testi involuti, stratificati e incoerenti, degli interrogativi riguardanti il processo editoriale, il requisito inalienabile della sospensione dell'incredulità, infine l'interesse per un dibattito piacevole e produttivo: è di fronte a queste difficoltà che nasce il concetto del canone della Terra di Mezzo.

## Storia del concetto del canone
I primi tentativi di creare un "canone" per la Terra di Mezzo risalgono a Tolkien stesso, che dichiarò che spesso si sentiva vincolato a quello che era già stato fissato. Anche quando modificò Lo Hobbit per allineare la vicenda del ritrovamento dell'Anello con gli ultimi sviluppi, Tolkien mantenne la versione originale come quella raccontata da Bilbo stesso nel tentativo di giustificare pienamente il possesso dell'Anello. Similmente, nel preparare Il Silmarillion per la pubblicazione, Christopher Tolkien fece dei cambiamenti editoriali per rimuovere molte possibili incoerenze con Il Signore degli Anelli. Da allora Christopher Tolkien ha più volte identificato dei punti in cui pensa di "aver sbagliato", e ha fornito dati per argomentare che una versione o l'altra rifletteva l'"intenzione" di suo padre. Tutto questo va nella direzione di creare una "storia" coerente per la Terra di Mezzo.
Inizialmente Lo Hobbit e Il Signore degli Anelli furono semplicemente trattati come un qualunque altro canone narrativo, in modo automatico e piuttosto inconscio. C'erano dei dibattiti su come interpretare i testi stessi, ma nessun dubbio reale alla loro validità o coerenza. Piccoli problemi di "canonicità" iniziarono con la pubblicazione de Il Silmarillion insieme a dubbi su come risolvere ulteriori contraddizioni fra questo e gli altri testi. Quando le idee alternative di Tolkien furono pubblicate nei Racconti incompiuti e nella serie The History of Middle-earth, la "canonicità" del materiale contenuto ne Il Silmarillion fu rimessa in discussione.
Organizzazioni di appassionati, società tolkieniane e i newsgroup di internet diventarono tutti dei forum per dibattiti sulla esatta natura dei personaggi e degli eventi della Terra di Mezzo. Il newsgroup di usenet alt.fan.tolkien nacque nel 1992, e rec.arts.books.tolkien nel 1993. I lettori scoprirono di essere profondamente esperti nei dettagli più specifici. Gli appunti di Tolkien, le sue lettere, e anche i ricordi personali di coloro che lo conobbero, ogni cosa divenne un "fatto" determinante per presumere la "canonicità" di questo o quel dettaglio.
Parlando chiaramente, attualmente c'è chi crede che il concetto di canone è sia necessario che possibile, e chi crede che non è né l'uno né l'altro (vedi sotto). L'importanza di questo dibattito diventa palese quando si ricorre a fonti di riferimento per le informazioni della Terra di Mezzo. Da ogni parte c'è un bisogno di coerenza nel modo in cui il materiale di riferimento ha a che fare con i fatti e dettagli della Terra di Mezzo, sia da parte di chi applica (dietro le quinte) il filtro del canone (così che i suoi articoli riportano semplicemente "Gil-galad è il figlio di Orodreth"), che da parte di chi semplicemente riporta le discrepanze via via che appaiono.

## Esempi di applicazione del canone nell'universo tolkieniano
Un esempio della questione del canone è la discendenza di Gil-galad. Ne Il Silmarillion si afferma che è il figlio di Fingon, ma (come rivelato in The History of Middle-earth) Tolkien prese in considerazione molte versioni prima di decidere che egli fosse il figlio di Orodreth (che a sua volta non era più un figlio di Finarfin, bensì il nipote).
Come secondo esempio, molti lettori hanno appreso (ne Il Silmarillion) che Finwë ebbe tre figli (tutti e tre maschi); Fëanor dalla sua prima moglie Míriel, e Fingolfin e Finarfin da Indis. Pubblicazioni posteriori, invece, fanno vedere come questo non fosse in realtà il desiderio di Tolkien, che infine decise che Finwë dovesse avere due figlie: Findis e Irimë, dalla sua seconda moglie (Findis era infatti la prima figlia avuta da Indis).
Quindi qual è la genealogia di Gil-galad? Quanti figli aveva Finwë? Se Il Silmarillion pubblicato è considerato canonico, tutto il materiale posteriore dev'essere scartato (ad esempio non si ammette l'esistenza di Findis e Irimë). Ma se gli scritti più tardi di Tolkien vengono presi come canone, Il Silmarillion deve essere riscritto per coerenza col resto del mondo secondario di cui fa parte. Christopher Tolkien ha dichiarato che non s'impegnerà in questo progetto, poiché adesso si è ritirato. Così il lettore rimane con un Quenta Silmarillion che contraddice le intenzioni originali dell'autore, ma che è l'unico romanzo autorevole (secondo il normale concetto di canone narrativo) su gran parte delle tradizioni. L'unica consolazione è la constatazione che spesso le storie antiche del mondo reale sono spesso vaghe e contraddittorie per natura.
La soluzione di questo problema (finché Il Silmarillion non sarà riscritto) è di applicare il concetto di canone ad ogni domanda. Il concetto può essere applicato affermando, per esempio, la priorità dei lavori emersi più tardi di Tolkien rispetto a quelli pubblicati ne Il Silmarillion nel 1977. Questa priorità sarebbe basata sulle ultime chiare intenzioni dell'autore. Quindi, il canone della Terra di Mezzo sulla questione della discendenza di Gil-galad affermerebbe che questi è il figlio di Orodreth, e quest'ultimo è il nipote di Finarfin, e che Il Silmarillion, in questo caso, è sbagliato. Inoltre, sarebbe canonico anche affermare che Finwë ebbe cinque figli, comprese Findis e Irimë.
Applicando il ragionamento appena illustrato, alcuni canonisti giungono alla conclusione che le ultime edizioni de Lo Hobbit e de Il Signore degli Anelli sono completamente canoniche, ma che lo stato de Il Silmarillion e degli altri scritti postumi è più complesso. Dal loro punto di vista, Il Silmarillion e i Racconti incompiuti vengono considerati canonici in linea di principio, ma le correzioni pubblicate in The History of Middle Earth hanno la precedenza. Gli scritti di Tolkien più tardi che non contraddicono testi più autorevoli vengono generalmente considerati canonici.